# Tysklands vicekanslere
Tysklands vicekansler (Vizekanzler) er ofte udenrigsministeren. Det er den næsthøjeste position i regeringen og besiddes normalt af lederen for regeringschefens koalitionspartner.

## Liste over tyske vicekanslere
| Start | Slut | Navn                              | Parti                               |
| ----- | ---- | --------------------------------- | ----------------------------------- |
| 1878  | 1881 | Grev Otto zu Stolberg-Wernigerode |                                     |
| 1881  | 1897 | Karl Heinrich von Bötticher       |                                     |
| 1897  | 1907 | Grev Arthur von Posadowsky-Wehner |                                     |
| 1907  | 1909 | Theobald von Bethmann-Hollweg     |                                     |
| 1909  | 1916 | Klemens Delbrück                  |                                     |
| 1916  | 1917 | Karl Helfferich                   |                                     |
| 1917  | 1918 | Friedrich von Payer               | Fremskritspartiet                   |
| 1919  | 1919 | Eugen Schiffer                    | Deutsche Demokratische Partei (DDP) |
| 1919  | 1919 | Bernhard Dernburg                 | DDP                                 |
| 1919  | 1919 | Matthias Erzberger                | Zentrum                             |
| 1919  | 1920 | Eugen Schiffer                    | DDP                                 |
| 1920  | 1920 | Erich Koch-Weser                  | DDP                                 |
| 1920  | 1921 | Rudolf Heinze                     | Deutsche Volkspartei (DVP)          |
| 1921  | 1922 | Gustav Bauer                      | SPD                                 |
| 1922  | 1923 | stillingen ubesat                 | stillingen ubesat                   |
| 1923  | 1923 | Robert Schmidt                    | SPD                                 |
| 1923  | 1925 | Karl Jarres                       | DVP                                 |
| 1925  | 1927 | stillingen ubesat                 | stillingen ubesat                   |
| 1927  | 1928 | Oskar Hergt                       | Deutschnationale Volkspartei (DNVP) |
| 1928  | 1930 | stillingen ubesat                 | stillingen ubesat                   |
| 1930  | 1932 | Hermann R. Dietrich               | DDP                                 |
| 1932  | 1933 | stillingen ubesat                 | stillingen ubesat                   |
| 1933  | 1934 | Franz von Papen                   |                                     |
| 1934  | 1945 | stillingen ubesat                 | stillingen ubesat                   |
| 1949  | 1957 | Franz Blücher                     |                                     |
| 1957  | 1963 | Ludwig Erhard                     | CDU                                 |
| 1963  | 1966 | Erich Mende                       |                                     |
| 1966  | 1966 | Hans-Christoph Seebohm            |                                     |
| 1966  | 1969 | Willy Brandt                      | SPD                                 |
| 1969  | 1974 | Walter Scheel                     | FDP                                 |
| 1974  | 1992 | Hans-Dietrich Genscher            | FDP                                 |
| 1992  | 1993 | Jürgen Möllemann                  | FDP                                 |
| 1993  | 1998 | Klaus Kinkel                      | FDP                                 |
| 1998  | 2005 | Joschka Fischer                   | Bündnis 90/Die Grünen               |
| 2005  | 2007 | Franz Müntefering                 | SPD                                 |
| 2007  | 2009 | Frank Walter Steinmeier           | SPD                                 |
| 2009  | 2011 | Guido Westerwelle                 | FDP                                 |
| 2011  | 2013 | Philipp Rösler                    | FDP                                 |
| 2013  | 2018 | Sigmar Gabriel                    | SPD                                 |
| 2018  | 2021 | Olaf Scholz                       | SPD                                 |
| 2021  |      | Robert Habeck                     | Bündnis 90/Die Grünen               |